# Пакканаристы
Пакканари́сты (итал. Paccanaristi) — члены ордена пакканаристов (по имени итальянца Николо Пакканари (1786—1811); принятое в России название для обозначения одного из обществ, имевших целью восстановление упразднённого (1773) папой Климентом XIV ордена иезуитов. На европейских языках пакканаристы именуются «конгрегацией [монашеский орден] Веры Христовой» (итал. Società della Fede di Gesù; фр. Société de la Foi de Jésus) или «отцами веры» (итал. Padri della Fede; фр. Pères de la Foi).

## История

### Основание (1794)
Орден пакканаристов был основан 8 мая 1794 года в Эженховене (Egenhoven; с 1977 года часть города Лёвен, Бельгия) французскими эмигрантами, выброшенными Революцией за пределы страны: иезуитами Шарлем де Брольи (Charles de Broglie), де Турнели (François-Léonor de Tournély) и аббатом Пейем (Реу); он получил название «конгрегации св. сердца» (Sacré-Coeur) или «Общества Пресвятого Сердца Иисуса» (Société du Sacré-Coeur). Так как упразднённый орден имел всюду массу тайных сторонников, то новая конгрегация быстро разрослась. В Германии она упрочилась сперва в Аугсбурге, затем в Пассау и, наконец, в Вене (1796); основала в Хагенбруне коллегию, а в Праге монашескую общину.

### Объединение с «Верой Христовой» (1799)
Пий VI соединил (1799) их с «конгрегацией Веры Христовой», основанной в Сполето (1792) бывшим учеником сапожника Никколо Пакканари. Из Германии орден пакканаристов проник в Англию, Голландию, Францию, Россию и Италию.

### Восстановление иезуитов
С восстановлением (1814) ордена иезуитов пакканаристы слились с ним.

## Влияние
Под влиянием пакканаристов во Франции возникла «конгрегация Дам Сердца Христова» (Dames du Sacré-Cœur de Jésus; 1800), с целью воспитания девушек в правилах католической церкви; общество это распространилось по всей Европе, проникло в Америку и насчитывало в целом до 12 000 членов. В 1873 году это общество было запрещено в Германии наряду со всеми конгрегациями, родственными ордену иезуитов.